# François Gouffier de Bonnivet († 1556)

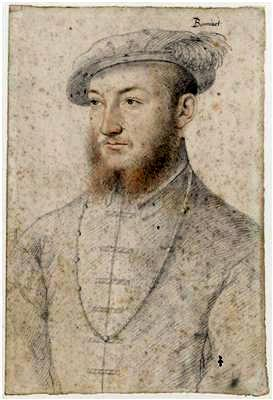
François Gouffier de Bonnivet, von François Clouet, Musée Condé

François Gouffier de Bonnivet († November/Dezember 1556 in Saint-Germain-en-Laye) war ein französischer Adliger und Militär, der den Rang eines Colonel général erreichte. Er ist zu unterscheiden von seinem jüngeren Bruder François Gouffier de Bonnivet († 1594), genannt le Jeune, der ebenfalls ein französischer Militär war und in seiner wesentlich längeren Laufbahn bis zum Lieutenant-général befördert wurde.

## Leben
François Gouffier war der zweite Sohn von Guillaume Gouffier de Bonnivet, Admiral von Frankreich, und der erste aus dessen Ehe mit Louise de Crèvecœur, Dame de Crèvecœur. Er war selbst Seigneur de Bonnivet.
Er diente fast seine ganze Militärzeit über im Piemont. Am 11. April 1544 kämpfte er in der Schlacht von Ceresole. Anschließend begleitete er Jean de Thais, Colonel général der Infanterie, bei dessen Feldzug in der Markgrafschaft Montferrat, bis im gleichen Jahr der Frieden von Crépy mit dem Kaiser geschlossen wurde. Nach der Absetzung Thais' und der Aufteilung von dessen Amt als Colonel général in zwei Bereiche wurde Bonnivet am 29. April 1547 zum Colonel général delà les monts ernannt. 
Er nahm an der Verteidigung von Metz (1552) und der Belagerung von Thérouanne (1553) teil. Im gleichen Jahr wurde er in den Ordre de Saint-Michel aufgenommen.
1554 diente er wieder im Piemont und hatte 1555 die Verteidigung von Santia unter seinem Kommando, wo seine häufigen erfolgreichen Ausfälle die Gegenseite unter dem Herzog von Alba davon abhielten, einen Sturmangriff zu versuchen, und schließlich zur Aufhebung der Belagerung führten. Bonnivet beteiligte sich danach an der Belagerung von Volpiano, die Marschall Brissac im August 1555 begonnen hatte. Hier wurde er so schwer verletzt, dass er nach seiner Rückkehr nach Frankreich Ende 1556 in Saint-Germain-en-Laye starb.
François Gouffier blieb ledig und starb ohne Nachkommen.